# Mutt (cliente de email)
Mutt é um cliente de email em modo texto puro para sistemas Unix-like (POSIX). Foi originalmente escrito por Michael Elkins em 1995 e lançado sob a GNU General Public License versão 2 ou posterior.
O slogan do mutt é "Todos os "mail clients" são idiotas. Este só é um pouco menos".

## Operação
Mutt suporta a maioria dos formatos de armazenamento (especialmente tanto mbox quanto Maildir) e protocolos (POP3, IMAP, etc.). Também inclui suporte a MIME, particularmente integração completa com PGP/GPG e S/MIME.
Mutt foi originalmente projetado como um Mail User Agent (MUA).
Mutt possui centenas de diretivas de  configuração e comandos. Isso permite uma completa mudança de teclas de atalho e produção de teclas demacros para ações  complexas, assim como mudar as cores e o  layout da maior parte da interface.
Também há muitos patches e extensões disponíveis que adicionam funcionalidade, tais como suporte a NNTP ou um sidebar similar aos encontrados em clientes graphicos de e-mail.
Mutt é completamente controlado pelo teclado. Novas mensagens são produzidas usando um editor de texto externo por default, diferente do pine, que possui seu próprio editor embutido, pico.